# Ulrich Hohoff
Ulrich Hohoff (* 11. März 1956 in München) ist ein deutscher Germanist und Bibliothekar. Von 2001 bis 2022 war er Direktor der Universitätsbibliothek Augsburg.

## Wirken
Ulrich Hohoff studierte Neuere Deutsche Literatur, Philosophie und Theaterwissenschaft an der Universität München. Nach seiner Magisterprüfung 1982 promovierte er dort 1985 bei Klaus Kanzog. Im Jahre 1984 trat er als Bibliotheksreferendar an der Universitätsbibliothek Gießen in die Ausbildung für den höheren Bibliotheksdienst ein und legte 1986 an der Bibliotheksschule Frankfurt/M. die Fachprüfung ab. Es folgten Tätigkeiten an der Fachhochschule für Bibliothekswesen in Stuttgart (DFG-Projekt) 1987, der Universitätsbibliothek Gießen (1989), der Bayerischen Staatsbibliothek (DFG-Projekt) 1989 und der Universitätsbibliothek Leipzig (stellvertretender Direktor seit 1993). In der Zeit von 1990 bis 1993 und von 1999 bis 2022 arbeitete Hohoff an der Universitätsbibliothek Augsburg, der er als Nachfolger von Rudolf Frankenberger vorstand, seit 2001 als Leitender Bibliotheksdirektor.

## Schriften (Auswahl)
- Die Kapiteleinteilung im Romanfragment „Das Schloß“. Ein Zugang zu Franz Kafkas Arbeitsweise. In: Jahrbuch der Deutschen Schillergesellschaft, Bd. 30 (1986), S. 571–593.
- E. T. A. Hoffmann: Der Sandmann. Textkritik, Edition, Kommentar (= Quellen und Forschungen zur Sprach- und Kulturgeschichte der germanischen Völker, N.F., Bd. 87). De Gruyter, Berlin 1988, ISBN 3-11-011065-2 (Dissertation Universität München).
- Bibliotheken und Lektüre für Leser auf dem Land im Königreich Württemberg um 1840–1860. Zur Praxis der Literaturversorgung. In: Peter Vodosek (Hrsg.): Das Buch in Praxis und Wissenschaft. 40 Jahre Deutsches Bucharchiv München ; eine Festschrift (= Buchwissenschaftliche Beiträge aus dem Deutschen Bucharchiv München, Bd. 25). Harrassowitz, Wiesbaden 1989, S. 427–461, ISBN 3-447-02901-3.
- (Bearb.): Quellen zur Geschichte der Volksbibliotheken in Württemberg und Hohenzollern 1806–1918. Ein sachthematisches Inventar (= Veröffentlichungen der Staatlichen Archivverwaltung Baden-Württemberg, Bd. 40). Kohlhammer, Stuttgart 1990, ISBN 3-17-011202-3.
- Mikroformen in wissenschaftlichen Bibliotheken. Eine Studie (= DBI-Materialien, Bd. 111). Deutsches Bibliotheksinstitut, Berlin 1991, ISBN 3-87068-911-0.
- Büchergrundbestände in Universitätsbibliotheken der „neuen“ Bundesländer. In: Sabine Wefers (Hrsg.): Ressourcen nutzen für neue Aufgaben (= Zeitschrift für Bibliothekswesen und Bibliographie, Sonderhefte, Bd. 66). Klostermann, Frankfurt/M. 1997, S. 235–246, ISBN 3-465-02908-9.
- Goethes Werke im Alphabetischen Katalog. In: Bernd Lorenz (Hrsg.): Bibliothek und Philologie. Festschrift für Hans-Jürgen Schubert zum 65. Geburtstag. Harrassowitz, Wiesbaden 2005, S. 41–56, ISBN 3-447-05246-5.
- Die Bibliographien über wissenschaftliche Bibliothekarinnen und Bibliothekare in Bayern. Eine Bibliographie. Universitätsbibliothek Augsburg 2015, ISBN 3-936504-09-1.
- Berliner Bibliothekarinnen und Bibliothekare als Opfer der NS-Diktatur. Eine Recherche über 51 Lebensläufe seit dem Jahr 1933. In: Barbara Schneider-Kempf (Hrsg.): Festschrift für Daniela Lülfing zum 65. Geburtstag (= Beiträge aus der Staatsbibliothek zu Berlin – Preußischer Kulturbesitz, Bd. 50). Berlin 2015, S. 11–154, ISBN 978-3-88053-208-3.
- Wissenschaftliche Bibliothekare als Opfer der NS-Diktatur. Ein Personenlexikon (= Beiträge zum Buch- und Bibliothekswesen, Bd. 62). Harrassowitz, Wiesbaden 2017, ISBN 3-447-10842-8.
- (Hrsg.): E. T. A. Hoffmann: Der Sandmann. Studienausgabe, Paralleldruck der Handschrift und des Erstdrucks (1817). Reclam, Ditzingen 2018, ISBN 978-3-15-019509-3.
- Voralpenland und bayerische Alpen in Erzählungen und Romanen. Bibliographie der Jahre 1850–1920 (= Editio Bavarica, Bd. 6). Pustet, Regensburg 2018, ISBN 978-3-7917-7220-2.
- (Mithrsg.): Die Bibliothek der verbrannten Bücher. Die Sammlung von Georg P. Salzmann in der Universitätsbibliothek Augsburg. Allitera-Verlag, München 2019, ISBN 978-3-96233-107-8 (2. Aufl. 2020).
- (Hrsg.): Brüder Grimm: Ausgewählte Märchen. Studienausgabe. Reclam, Ditzingen 2020, ISBN 978-3-15-019684-7.
- Die Augsburger Verlags-, Sortiments- und Meßkataloge 1600–1900. Bibliographie und Nachweis. PubliQation, Norderstedt 2021, ISBN 978-3-7458-7044-2.
- (Mithrsg.): „Ein Reichtum, den kein Maß bestimmen kann“. Die Sondersammlungen der Universitätsbibliothek Augsburg. Augsburg 2021, ISBN 978-3-936504-11-8.
- (Hrsg.): Rainer Maria Rilke: Das Buch der Bilder. Studienausgabe. Reclam, Ditzingen 2022, ISBN 978-3-15-014244-8.